# Warny (Pueblo)
Warny [pronunciación en polaco: /ˈvarnɨ/] (en alemán: Warnenhof) es un pueblo en el distrito administrativo de Gmina Miłakowo, dentro del Distrito de Ostróda, Voivodato de Varmia y Masuria, en el norte de Polonia. Se encuentra aproximadamente 2 kilómetros al sudoeste de Miłakowo, 33 kilómetros al norte de Ostróda, y 38 kilómetros al noroeste de la capital regional, Olsztyn.
El pueblo tiene una población de 80 habitantes.